# Стихия (альбом)
Стихия — четвёртый номерной альбом российской панк-группы F.P.G., записанный и выпущенный в 2010 году. Это первый альбом, записанный F.P.G. с участием трубача Сергея Волгушева.

## Список композиций
| №   | Название               | Длительность |
| --- | ---------------------- | ------------ |
| 1.  | «Ломай»                | 3:12         |
| 2.  | «Я»                    | 3:41         |
| 3.  | «Рок»                  | 3:01         |
| 4.  | «Смотрю»               | 2:32         |
| 5.  | «Возрождение»          | 3:01         |
| 6.  | «Стихия»               | 2:32         |
| 7.  | «В пути»               | 4:11         |
| 8.  | «Fair play»            | 2:24         |
| 9.  | «Дерзость и молодость» | 2:36         |
| 10. | «Не одинок»            | 2:47         |
| 11. | «Хана»                 | 2:48         |
| 12. | «Конфликт»             | 2:32         |
| 13. | «Скажи им»             | 1:49         |
| 14. | «Легенда» (Бонус-трек) | 3:59         |

## Участники
- Антон «Пух» Павлов — вокал, тексты
- Дмитрий Селезнёв — гитара, музыка
- Евгений Уралёв — бас-гитара
- Сергей Волгушев — труба (2,3,5,8,10,11,14)
- Павел Бравичев — барабаны
- Дмитрий Бельтюков — звук

## Факты
- На каждом концерте исполняются композиции «Хана» и «Дерзость и молодость».
- Ненормативная лексика встречается лишь в двух песнях альбома — «Скажи им» и «Хана», которые вышли с свет самыми первыми — в 2007 году на сборнике «Панк братство». Также, «Хана» — единственная композиция с альбома, издававшаяся на сборнике «Punk Jazz».
- Песня «Легенда» — кавер-версия песни группы «Кино», которая закрывала альбом «Группа крови».
- Текст песни «Возрождение» отсылает к Микеланджело Буонаротти.
- Песни с альбома «Стихия» считаются далёкими от стиля Punk Jazz, поэтому при этой программе не исполняется большинство песен этого альбома. Однако «Возрождение» исполняется исключительно на Punk Jazz-концертах.

## Ротации на радио
В 2012 году в Чартовой Дюжине на Нашем Радио звучала песня «Ломай». В июле 2013 в ротацию попала песня «Не одинок».